# Socialisme imperial
Socialisme imperial és un terme utilitzat per membres l'esquerra política per dos usos distints: un ús polític i un acadèmic.

## Ús polític
Lenin definí el concepte en un sentit de denúncia dels estats que són "socialistes de paraula, imperialistes en accions". Els xinesos criticaren a la Unió Soviètica com a socio-imperialistes.

## Ús acadèmic
El terme en el seu ús per part d'acadèmics d'esquerra ha significat l'ús de l'imperialisme utilitzat per part de governs per a mantindre la pau domèstica. Ha sigut utilitzat especialment per a referir-se a la història d'Alemanya moderna. L'historiador d'esquerres Hans-Ulrich Wehler va definir l'imperialisme social com a "les distraccions cap a les tensions internes i les forces del canvi per a preservar l'statu quo polític i social", i com una "ideologia defensiva" per a contrarestar "els efectes disruptius de la industrialització en l'estructura social i econòmica alemanyes". Segons Wehler, l'imperialisme social fou un instrument que permeté al govern alemany distreure l'atenció del públic dels problemes domèstics i preservar l'ordre social i polític existent.
Un dels usos més notables d'aquest concepte fou l'ús fet per l'historiador britànic marxista Timothy Mason. Mason argumentava que la Segona Guerra Mundial va ocórrer per l'imperialisme social. La política exterior alemanya va ser conduïda per les consideracions polítiques domèstiques, i l'inici de la guerra mundial el 1939 es pot considerar com una "variant bàrbara de l'imperialisme social".